# Mariä Himmelfahrt (Hohengebraching)

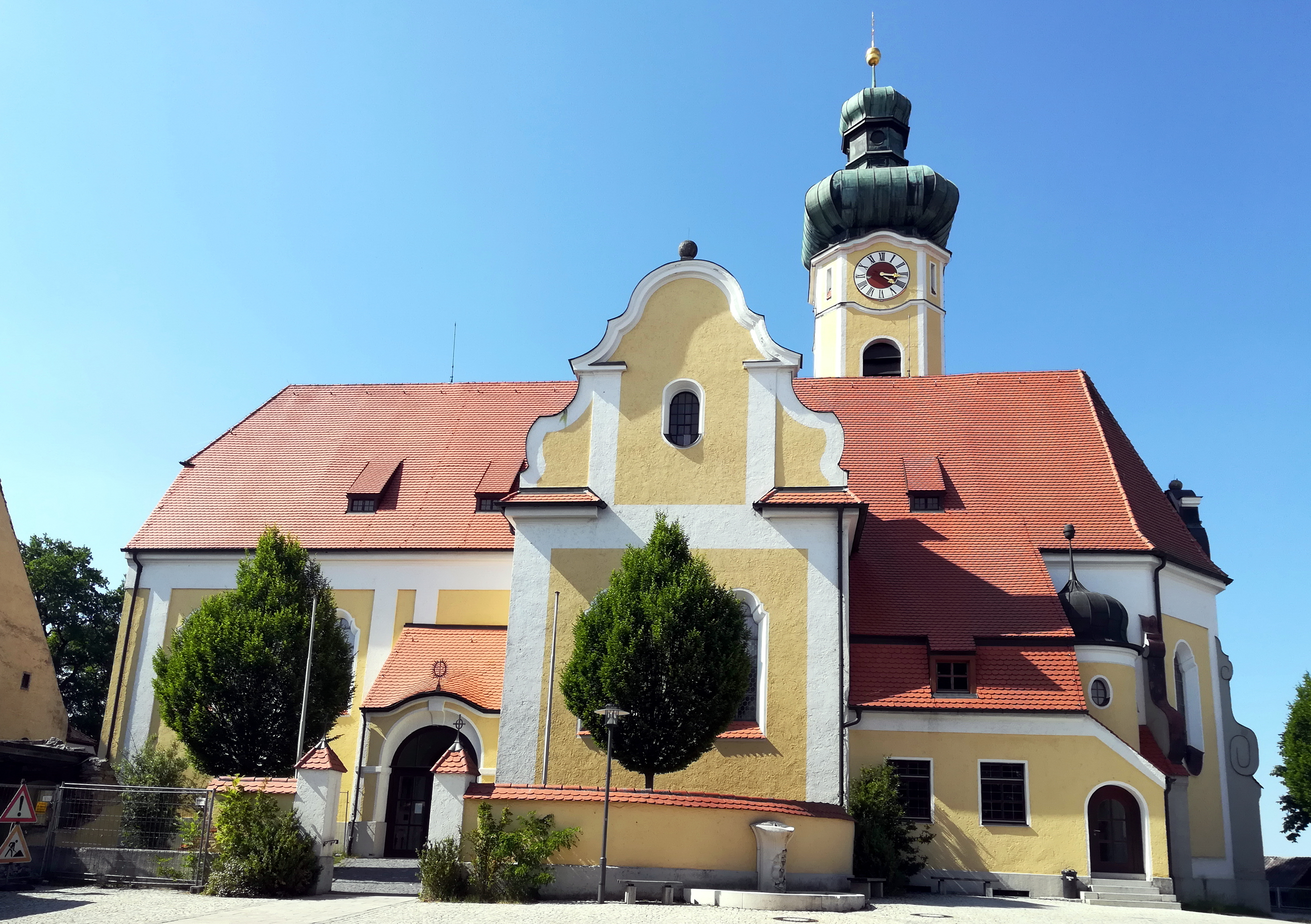
Mariä Himmelfahrt (Hohengebraching)

Die römisch-katholische, denkmalgeschützte Pfarrkirche Mariä Himmelfahrt steht im Pfarrdorf Hohengebraching der Gemeinde Pentling im Landkreis Regensburg der Oberpfalz. Sie ist dem Bistum Regensburg zugeordnet. Das Bauwerk ist unter der Denkmalnummer D-3-75-180-7 als Baudenkmal in die Bayerische Denkmalliste eingetragen.

## Beschreibung
Die neobarocke Kreuzkirche wurde nach einem Entwurf von Heinrich Hauberrisser gebaut. Der Chor und der Kirchturm des 1783–85 errichteten Vorgängerbaus wurden abgerissen. Vom Vorgängerbau sind nur drei Achsen des Langhauses erhalten, das mit einem Satteldach bedeckt wurde, das im Westen einen Krüppelwalm hat. Die Fresken an der Decke wurden um 1785 von Matthias Schiffer geschaffen. An das Langhaus wurden 1910–12 nach Osten ein Querschiff mit Schweifgiebeln, ein neuer Chor mit dreiseitigem Schluss, dessen Wände von Strebepfeilern gestützt werden, und ein Chorflankenturm auf quadratischem Grundriss in der Nordostecke angebaut. Das oberste, achteckige Geschoss des Chorflankenturms beherbergt die Turmuhr und den Glockenstuhl. Darauf sitzt eine Welsche Haube. Beim Umbau 1928 durch Hauberrisser wurden Emporen eingebaut. Zur Kirchenausstattung gehören drei um 1785 Altäre, die Simon Sorg zugeschrieben werden. Das Altarretabel des Hochaltars wurde 1910 ausgewechselt. Die Kreuzwegstationen hat 1938 Maximilian Roider entworfen.

## Orgel

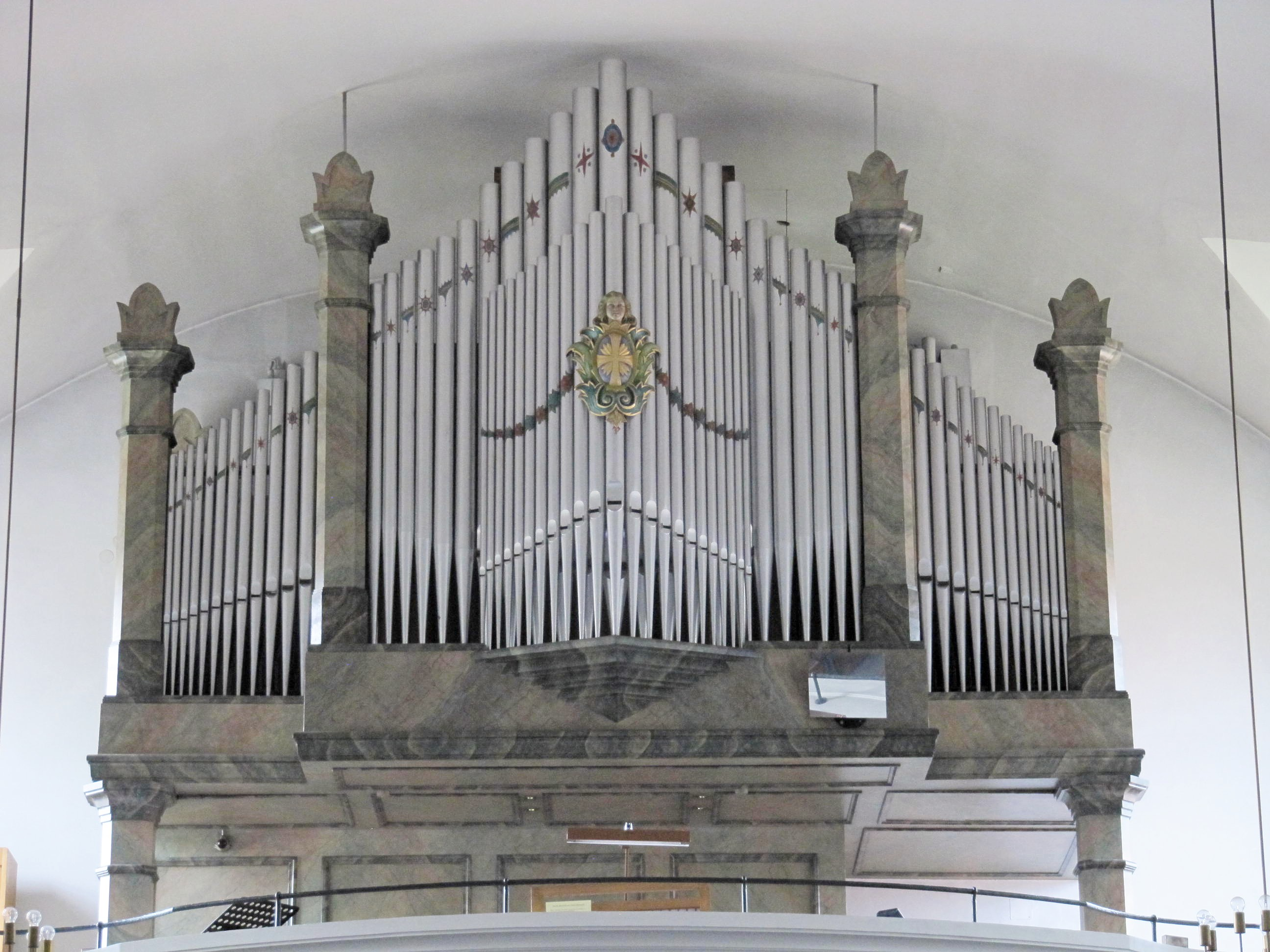
Orgel

Die Orgel ist in mehrerlei Hinsicht ein besonders Instrument. Es wurde 1929 von Binder und Siemann als Opus 446 erbaut und umfasst 22 Register auf zwei Manualen und Pedal. Der typische Prospektentwurf stammt von Heinrich Hauberrisser selbst und weist bereits deutlich auf eine kommende Entwicklungsrichtung hin, zum gehäuselosen Freipfeifenprospekt. Bei der Traktur beschritt die Firma völlig neue Wege. Das Werk wurde zum ersten Mal in der Firmengeschichte mit elektro-pneumatischen Kegelladen ausgestattet. Damit ist das Instrument ein bedeutendes und mittlerweile seltenes Orgelbauzeugnis aus dieser Zeit, das richtungsweisend für die ganze Region war.
Das Instrument wurde in den 1990er Jahren von Johann Rickert restauriert und bei dieser Maßnahme mit einer neuen Elektrik versehen. Dabei musste der verbrauchte Spieltisch aufgegeben werden und wurde durch einen Neuen, der Firma Laukhuff ersetzt.
| I Hauptwerk C–f3 |                |       |
| 1.               | Bordun         | 16′   |
| 2.               | Prinzipal      | 8′    |
| 3.               | Rohrflöte      | 8′    |
| 4.               | Viola da Gamba | 8′    |
| 5.               | Dolce          | 8′    |
| 6.               | Oktave         | 4′    |
| 7.               | Gemshorn       | 4′    |
| 8.               | Mixtur         | 2 ⁄3′ |

| II Schwellwerk C–f3 |                 |                |
| 9.                  | Geigenprinzipal | 8′             |
| 10.                 | Fernflöte       | 8′             |
| 11.                 | Quintatön       | 8′             |
| 12.                 | Gedeckt         | 8′             |
| 13.                 | Aeoline         | 8′             |
| 14.                 | Fugara          | 4′             |
| 15.                 | Nachthorn       | 4′             |
| 16.                 | Sesquialter     | 2 ⁄3′ + 1 3⁄5′ |
| 17.                 | Flageolett      | 2′             |
| 18.                 | Trompete        | 8′             |

| Pedal C–d1 |            |     |
| 19.        | Contrabaß  | 16′ |
| 20.        | Subbaß     | 16′ |
| 21.        | Gedecktbaß | 16′ |
| 22.        | Oktavbaß   | 8′  |

- Koppeln:
  - Normalkoppeln: II/I, I/P, II/P
  - Superoktavkoppeln: II/I
  - Suboktavkoppeln: II/I
- Spielhilfen: eine freie Kombination, vier Feste Kombinationen (P, MF, F, Tutti) Crescendo, Schwelltritt, Zungenabsteller